# HuCard

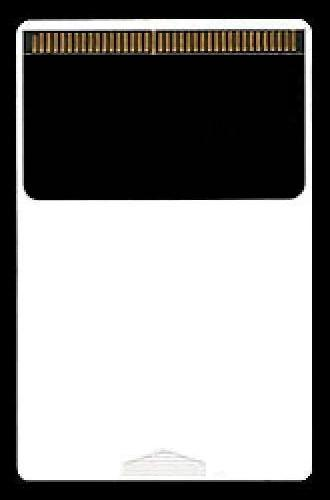
HuCARD

HuCard – typ karty pamięci opracowanej przez Hudson Soft. Wielkością i kształtem przypomina kartę kredytową. HuCard zawiera układ scalony, umieszczony niedaleko 38 pinów komunikacyjnych, całość chroniona jest przez cienką plastikową osłonkę. Karty te były używane głównie przez konsole do gier firmy NEC PC Engine (w USA znanej pod nazwą SuperGrafx). W porównaniu do ówcześnie używanych kartridżów, HuCard były znacznie mniejsze i bardziej kompaktowe. HuCard różniły się także liczbą pinów od BeeCard, opracowanych także przez Hudson Soft dla komputerów MSX.
W Stanach Zjednoczonych HuCard znane są pod nazwą TurboChips, nawiązującą do amerykańskiej nazwy PC Engine (TurboGrafx).